# Xanthorhoe albicans
Xanthorhoe albicans là một loài bướm đêm trong họ Geometridae.